# یواس‌ان‌اس یانو (تی-ای‌کی‌آر-۲۹۷)

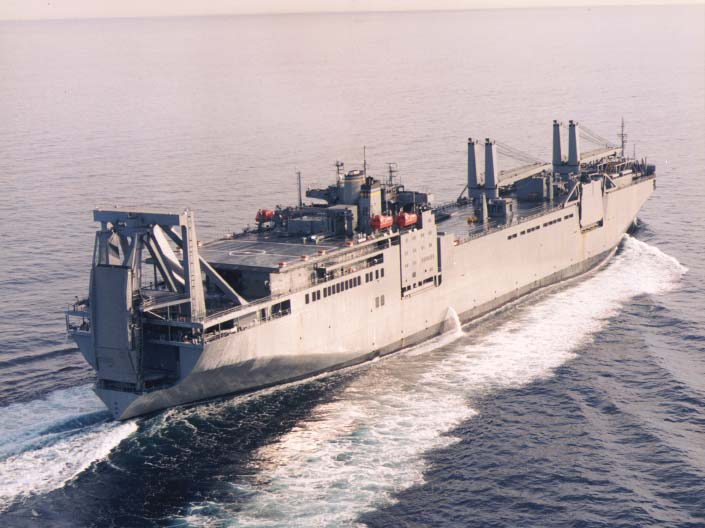
یواس‌ان‌اس یانو (تی-ای‌کی‌آر-۲۹۷)

یواس‌ان‌اس یانو (تی-ای‌کی‌آر-۲۹۷) (به انگلیسی: USNS Yano (T-AKR-297)) یک کشتی است که طول آن ۹۰۸ فوت (۲۷۷ متر) می‌باشد. این کشتی در سال ۱۹۸۰ ساخته شد.
یانو در سال 1997 تحت فرماندهی Military Sealift Command وارد خدمت شد و نامش برگرفته از گروهبان درجه یک ارتش ایالات متحده رادنی جی تی یانو، دریافت کرد. از آن زمان در حمل و نقل نظامی اساسی مواد به پایگاه های سراسر جهان و نقش حیاتی در انتقال مواد به جنگ عراق و افغانستان ایفای نقش کرده است. یانو توسط Patriot Contract Services، LLC تحت منشور فرماندهی نیروی دریایی ایالات متحده، اداره می شود و توسط پرسنل تفنگداران دریایی ایالات متحده سرنشین می شود.
در 25 فوریه 1996، در سن دیگو، کالیفرنیا، کشتی خطوط پهلوگیری خود را شکست و با ناو USS Vandegrift برخورد کرد. ناوچه متحمل آسیب به بدنه شد.